# Przedmieście (obwód lwowski)
Przedmieście czyli Przedmieście Niemirowskie (ukr. Передмістя) – dawna wieś na Ukrainie, obecnie na terenie rejonu jaworowskiego w obwodzie lwowskim. Leżała na wschód od Niemirowa.
W II Rzeczypospolitej do 1934 samodzielna gmina jednostkowa. Następnie wieś należała do zbiorowej wiejskiej gminy Wróblaczyn w powiecie rawskim w woj. lwowskim. Została zlikwidowana w 1940 związku z utworzeniem Jaworowskiego Poligonu Wojskowego. Po wojnie wieś weszła w struktury administracyjne Związku Radzieckiego.